# Милошевићи (Вишеград)
Милошевићи су насељено мјесто у општини Вишеград, Република Српска, БиХ. Према попису становништва из 1991. у насељу је живјело 25 становника.

## Географија
Дрина протиче поред овог села.

## Историја
У прољеће 1942. године се десио покољ у Старом Броду и Милошевићима.

## Становништво
| Демографија | Демографија | Демографија |
| Година      | Становника  | Становника  |
| ----------- | ----------- | ----------- |
| 1991.       | 25          |             |